# تأخیر شاپیرو

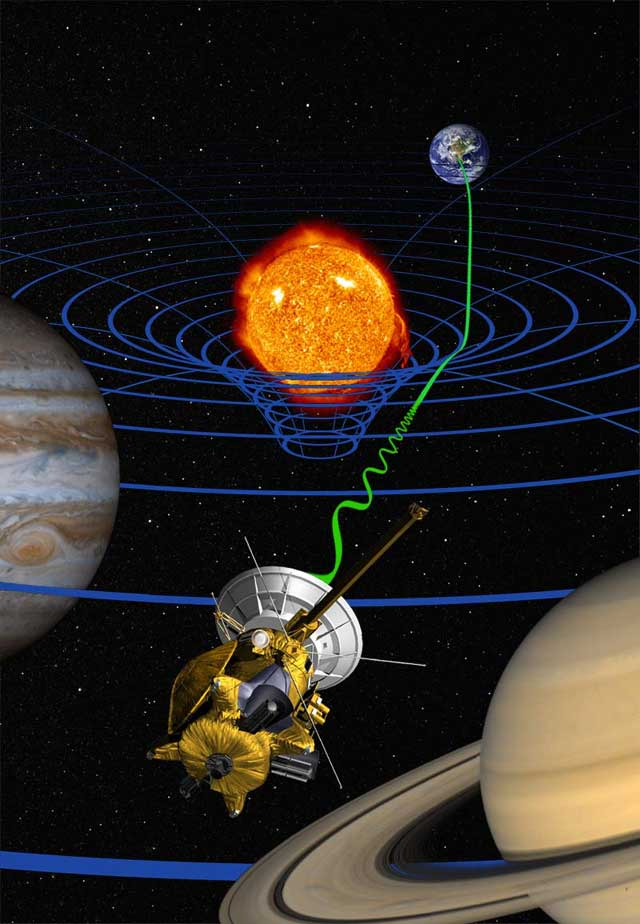
نمایشی از اثر خورشید بر سیگنال‌های فرستاده‌شده از کاوشگر کاسینی-هویگنس

تأخیر شاپیرو یا تأخیر زمانی گرانشی که پس از اروین شاپیرو نام‌گذاری شده‌است، پدیده‌ای است که موجب می‌شود سرعت نور هنگام عبور از کنار یک جرم بزرگ، برای ناظر دوردست کمتر به نظر برسد. این پدیده با نسبیت عام سازگار است و یکی از چهار آزمون کلاسیک این نظریه در منظومهٔ خورشیدی می‌باشد. این اثر برخلاف برخی اثرات دیگر مانند انتقال به سرخ گرانشی و خم‌شدن نور در نزدیکی میدان‌های گرانشی، در زمان ارائهٔ نسبیت عام در ۱۹۱۶ پیش‌بینی نشد و حدود ۵۰ سال بعد در ۱۹۶۴ توسط اروین شاپیرو مطرح گردید.
این تأخیر بارها در منظومهٔ خورشیدی، برای مثال با استفاده از سیگنال‌های راداری به سمت سیارهٔ زهره در هنگام حضور و عدم حضور یک جرم بزرگ در کنار مسیر سیگنال اندازی‌گیری شده‌است.

## توضیح و محاسبه
در یک میدان گرانشی نزدیک به ایستا با شدت متوسط (مانند آنچه در نزدیکی سیاره‌ها و ستاره‌ها وجود دارد، و نه در نزدیکی سیاه‌چاله‌ها) این پدیده را می‌توان حالت خاصی از اتساع زمان گرانشی دانست. طبق نسبیت خاص سرعت نور در مسیرهای به اندازه کافی کوچک که فضازمان به‌طور مؤثر تخت است، ثابت است. این مطلب در مورد مسیرهای بزرگ‌تر و در حضور میدان گرانشی درست نیست؛ بنابراین می‌توان گفت دلایل این پدیده چنین هستند:
- در نزدیکی جرم‌های عظیم زمان برای مکان نور از دید ناظر دوردست کندتر می‌گذرد و بنابراین از دید این ناظر سرعت نور کمتر می‌شود.
- خمیدگی فضا موجب می‌شود که نور مسیر طولانی‌تری را از حالتی که جرم مورد نظر وجود نداشت طی کند.

### تأخیر زمانی مربوط به نور گذرنده از کنار یک جرم
در شرایط میدان گرانشی ضعیف و مستقل از زمان تنسور متریک را می‌شود چنین تقریب زد:
{\displaystyle g={\begin{pmatrix}1+2\phi (r)&0&0&0\\0&-1+2\phi (r)&0&0\\0&0&-r^{2}&0\\0&0&0&-r^{2}\sin ^{2}{\theta }\end{pmatrix}}}
برای سیگنالی که از اطراف یک جرم عظیم می‌گذرد تأخیر زمانی چنین به دست می‌آید:
{\displaystyle \Delta t=-{\frac {2GM}{c^{3}}}\log(1-\mathbf {R} \cdot \mathbf {x} )}
که در آن {\displaystyle \mathbf {R} } بردار یکه از محل ناظر به محل چشمه میدان است.

## برای مطالعهٔ بیشتر
- C. M. Will: Theory and experiment in gravitational physics. Cambridge University Press, Cambridge (1993). Standardwerk zur experimentellen Überprüfung der ART
- C. M. Will: Was Einstein Right?: Putting General Relativity to the Test. Basic Books (1993). Eine populärwissenschaftliche Zusammenfassung desselben
- C. M. Will: The Confrontation between General Relativity and Experiment, Living Reviews in Relativity. (2006). Kürzere, aber aktuellere Fassung von Theory and experiment in gravitational physics